# Baranowo (gemeente)
De gemeente Baranowo is een landgemeente in het Poolse woiwodschap Mazovië, in powiat Ostrołęcki.
De zetel van de gemeente is in Baranowo.
Op 30 juni 2004 telde de gemeente 6771 inwoners.

## Oppervlakte gegevens
In 2002 bedroeg de totale oppervlakte van gemeente Baranowo 198,19 km², waarvan:
- agrarisch gebied: 63%
- bossen: 29%

De gemeente beslaat 9,44% van de totale oppervlakte van de powiat.

## Demografie
Stand op 30 juni 2004:
| Omschrijving                   | Totaal | Totaal | Vrouwen | Vrouwen | Mannen | Mannen |
| ------------------------------ | ------ | ------ | ------- | ------- | ------ | ------ |
| eenheid                        | aantal | %      | aantal  | %       | aantal | %      |
| inwoners                       | 6771   | 100    | 3369    | 49,8    | 3402   | 50,2   |
| bevolkingsdichtheid (inw./km²) | 34,2   | 34,2   | 17      | 17      | 17,2   | 17,2   |

In 2002 bedroeg het gemiddelde inkomen per inwoner 1363,62 zł.

## Administratieve plaatsen (sołectwo)
Adamczycha, Bakuła, Baranowo, Błędowo, Brodowe Łąki, Budne Sowięta, Cierpięta, Czarnotrzew, Dąbrowa, Dłutówka, Gaczyska, Guzowatka, Jastrząbka, Kopaczyska, Lipowy Las, Majki, Majdan, Nowe Kucieje, Nowe Czerwińskie, Oborczyska, Orzeł, Ramiona, Rupin, Rycica, Witowy Most, Wola Błędowska, Zawady, Ziomek.

## Aangrenzende gemeenten
Chorzele, Czarnia, Jednorożec, Kadzidło, Krasnosielc, Lelis, Myszyniec, Olszewo-Borki,